# Ehmja
Koordinaten: 58° 52′ N, 23° 46′ O
Ehmja (deutsch Echmes) ist ein Dorf (estnisch küla) in der Landgemeinde Lääne-Nigula (bis 2017: Landgemeinde Martna) im Kreis Lääne in Estland.

## Einwohnerschaft und Lage
Der Ort hat zwanzig Einwohner (Stand 31. Dezember 2011). Er liegt 17 Kilometer südöstlich der Landkreishauptstadt Haapsalu. Durch das Dorf fließt der Fluss Rannamõisa (Rannamõisa jõgi), der in die Bucht von Matsalu mündet.

## Geschichte

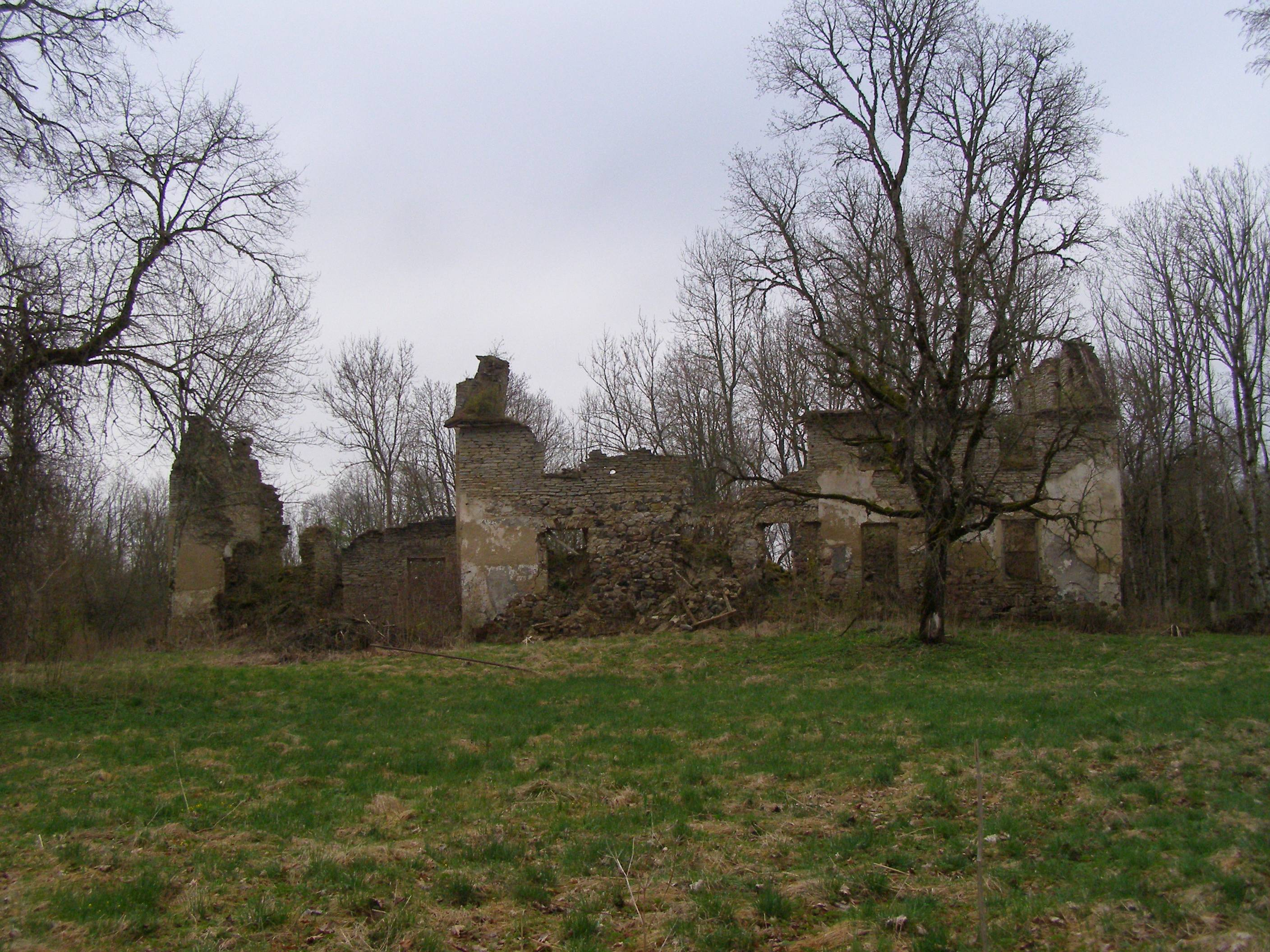
Ruinen des Herrenhauses von Ehmja

Wahrscheinlich entstand bereits im Mittelalter ein Hof bei einem alten Burgberg, dem Kuradimägi.
Die erste urkundliche Erwähnung des Guts stammt aus dem Jahr 1529. Damals war der Domherr Johann Varnsbeke Besitzer der Präbende zu Heymi.
Um das Jahr 1800 wurde das zweistöckige Herrenhaus errichtet. In dem massiven Gebäude gründete der aus Westfalen stammende Heinrich Caspar Krümmer (1796–1873) Anfang des 19. Jahrhunderts die Krummersche Anstalt, ein Erziehungsheim für Jungen. Heute sind nur noch Ruinen erhalten.
Letzter Privateigentümer des Hofes vor der Enteignung im Zuge der estnischen Landreform 1919 war Alexander Baron Hoyningen-Huene.
1836 wurde an dem Ort eine Dorfschule gegründet. Von 1889 bis 1892 unterrichtete dort der spätere estnische Schriftsteller und Journalist Jakob Mändmets (1871–1930).